# キュラソー出身のメジャーリーグベースボール選手一覧

オランダ王国のキュラソー出身のメジャーリーグベースボール選手一覧。太字は現役選手、その他は引退選手及びメジャーリーグ以外のリーグでプレーしている選手。同名の選手の場合は右に現役時代の主な守備位置、現役年数の順で示す。

## A
- オジー・アルビーズ（en:Ozzie Albies）
- シェルテン・アポステル（en:Sherten Apostel）

## B
- ウラディミール・バレンティン（en:Wladimir Balentien）
- ロジャー・バーナディーナ（en:Roger Bernadina）

## C
- イバノン・コフィー（en:Ivanon Coffie）

## D
- ユレンデル・デキャスター（en:Yurendell DeCaster）

## J
- ケンリー・ジャンセン（en:Kenley Jansen）
- アンドリュー・ジョーンズ（en:Andruw Jones）
- ジェイアー・ジャージェンス（en:Jair Jurrjens）

## M
- シャイロン・マルティス（en:Shairon Martis）
- ヘンスリー・ミューレンス（en:Hensley Meulens）
- ラルフ・ミラード（en:Ralph Milliard）

## P
- ジュリクソン・プロファー（en:Jurickson Profar）

## R
- セダン・ラファエラ（en:Ceddanne Rafaela）

## S
- ジョナサン・スコープ（en:Jonathan Schoop）
- アンドレルトン・シモンズ（en:Andrelton Simmons）
- ランドール・サイモン（en:Randall Simon）